# Exoschizon siphonosomae
Exoschizon siphonosomae is een soort in de taxonomische indeling van de Myzozoa, een stam van microscopische parasitaire dieren. Het organisme komt uit het geslacht Exoschizon en behoort tot de familie Exoschizonidae. Exoschizon siphonosomae werd in 1939 ontdekt door Hukui.